# パーンマパー郡
座標: 北緯19度31分21秒 東経98度14分46秒 / 北緯19.52250度 東経98.24611度
パーンマパー郡（パーンマパーぐん）はタイ北部・メーホンソーン県にある郡（アムプー）である。

## 名称
パーンマパーとはシャン語で「ライムの丘」を意味する。

## 歴史
パーンマパー郡ではいくつかの前史上の遺跡が見つかっている。1960年代に、チェスター・ゴーマンによって発見されたピーメーン洞窟（スピリット洞窟）ではBC9000～5500年ごろまでホアビン文化を持った狩猟採集者が住み着いていた痕跡がある。またこの洞窟の近くには、プンフン洞窟（バニヤン・バレー洞窟）やパーチャン洞窟（スティープ・クリフ洞窟）などの考古学的に重要な洞窟がある。また、比較的近年のものと考えられる遺跡にロート洞窟の墓などがある。
時代は下り、第二次世界大戦時代、旧日本軍はパーイからメーホンソーンを抜けてビルマ（ミャンマー）に抜ける道を造った。この道は後に、運搬用や商業用に用いられ、中継地点としてソップポーンメーウーモーン村が発展した。政府はこの地区に1948年、パーンマパー警察署を設置した。1977年政府は道路を改装したが、この改装ため他の郡からの住民や、山岳民族、ビルマなどからの難民が集まってきた。この傾向は違法薬物の売買や山地の森林の伐採などの問題を生み出した。政府は分郡（キンアムプー）を設置して、統治をこの地で直接行わせ、この問題を解決しようとした。1987年4月1日、政府はムアンメーホンソーン郡からタムボン・パーンマパー、タムボン・ソップポーンを分離させ、パーンマパー分郡が設置された。1996年12月5日には分郡から、郡（アムプー）へ昇格した。

## 地理
郡の主な河川はコーン川、ラーン川であり、郡の中心地は両河川にはさまれた山岳地帯にある。両河川は郡の南側でパーイ川と合流する。その河川を取り巻くように山岳地帯が広がる。
交通は国道1095号線が東西に通っており、東にメーテーン方面、西にメーホンソーン方面と通じる。

## 経済
郡の主な産業は農業と畜産である。主な農業生産品は、コメ、ニンニク、シマツルアズキ、ショウガ、サトイモである。

## 行政区分
郡は4のタムボンに分かれ、さらにその下位に38の村（ムーバーン）がある。郡内に自治体（テーサバーン）はなく、4のタムボン行政体（オンカーンボーリハーンスワンタムボン）がある。
1. タムボン・ソップポーン・・・ตำบลสบป่อง
2. タムボン・パーンマパー・・・ตำบลปางมะผ้า
3. タムボン・タムロート・・・ตำบลถ้ำลอด
4. タムボン・ナープーポーン・・・ตำบลนาปู่ป้อม